# Aleksander Tyszkiewicz (zm. 1775)
Aleksander Skumin Tyszkiewicz herbu Leliwa (ur. w 1748 roku – zm. 17 marca 1775 roku) – pisarz wielki litewski w 1774 roku, oboźny wielki litewski w 1773 roku, ciwun wileński w 1761 roku, dyrektor wileńskiego sejmiku trybunalskiego 1767 roku.
W 1764 roku był elektorem Stanisława Augusta Poniatowskiego z województwa wileńskiego.
Poseł z województwa wileńskiego na sejm 1766 roku. Na Sejmie Rozbiorowym w 1775 roku powołany do Komisji Emfiteutycznej Litewskiej.